# Леонтьєва Надія Олександрівна
Наді́я Олекса́ндрівна Лео́нтьєва (рос. Надежда Александровна Леонтьева 30 липня 1928, с. Андріяшівка, тепер Роменський район, Сумська область) — радянська та українська шаховий композитор. Авторка Рівненської теми в триходівці (1970).
Завоювала, зокрема головний приз на міжнародному жіночому турнірі у Свердловську 1968 року, де журі очолювала чемпіонка світу з шахів Єлизавета Бикова. Леонтьєва стала однією з провідних шахових композиторів УРСР. З 1964 до початку 1990-х років опублікувала близько 220 задач різних жанрів, понад 20 з яких нагороджені призами. Була постійною учасницею всесоюзних та міжнародних турнірів і конкурсів, чемпіонатів СРСР; арбітром деяких турнірів із шахової композиції.